# 第58回アカデミー賞
第58回アカデミー賞（だい58かいアカデミーしょう）は、1986年3月24日に発表・授賞式が行われた。

## 式典
ロサンゼルスのドロシー・チャンドラー・パビリオンで行われた授賞式は、同時期にアメリカ軍がリビア爆撃を行っていたこともあり、厳しいセキュリティの中で行われたが、何事も無く3時間18分で終了した。
結果は、アフリカを舞台にしたアイザック・ディネーセン原作のドラマ映画『愛と哀しみの果て』が作品賞をはじめとする7部門を受賞。また、日本映画『乱』が監督賞を始めとする4部門にノミネートされ、ワダエミが衣装デザイン賞を受賞した。黒澤明がジョン・ヒューストンとビリー・ワイルダーとともに作品賞のプレゼンターを務めた。

## 候補と受賞の一覧
太字は受賞である。
また、以下での人名表記は
1. 作品の日本語公式情報およびAMPAS公式サイトの日本版とWOWOWによる授賞式放送での表記に準ずる。
2. 見当たらない場合はデータベースサイトなどを参考。
3. それでもない場合は英語表記のままとする。

| 作品賞 | 監督賞 |
| --- | --- |
| - 『愛と哀しみの果て』 – シドニー・ポラック - 『カラーパープル』 – スティーヴン・スピルバーグ、キャスリーン・ケネディ、フランク・マーシャル、クインシー・ジョーンズ - 『蜘蛛女のキス』 – デヴィッド・ワイズマン - 『女と男の名誉』 – ジョン・フォアマン - 『刑事ジョン・ブック 目撃者』 – エドワード・S・フェルドマン | - シドニー・ポラック – 『愛と哀しみの果て』 - ヘクトール・バベンコ – 『蜘蛛女のキス』 - ジョン・ヒューストン – 『女と男の名誉』 - 黒澤明 – 『乱』 - ピーター・ウィアー – 『刑事ジョン・ブック 目撃者』 |
| 主演男優賞 | 主演女優賞 |
| - ウィリアム・ハート – 『蜘蛛女のキス』 - ハリソン・フォード – 『刑事ジョン・ブック 目撃者』 - ジェームズ・ガーナー – 『マーフィのロマンス』 - ジャック・ニコルソン – 『女と男の名誉』 - ジョン・ヴォイト – 『暴走機関車』 | - ジェラルディン・ペイジ – 『バウンティフルへの旅』 - アン・バンクロフト – 『アグネス』 - ウーピー・ゴールドバーグ – 『カラーパープル』 - ジェシカ・ラング – 『ジェシカ・ラングの スウィート・ドリーム』 - メリル・ストリープ – 『愛と哀しみの果て』 |
| 助演男優賞 | 助演女優賞 |
| - ドン・アメチー – 『コクーン』 - クラウス・マリア・ブランダウアー – 『愛と哀しみの果て』 - ウィリアム・ヒッキー – 『女と男の名誉』 - ロバート・ロッジア – 『白と黒のナイフ』 - エリック・ロバーツ – 『暴走機関車』 | - アンジェリカ・ヒューストン – 『女と男の名誉』 - マーガレット・エイヴリー – 『カラーパープル』 - エイミー・マディガン – 『燃えてふたたび』 - メグ・ティリー – 『アグネス』 - オプラ・ウィンフリー – 『カラーパープル』 |
| 脚本賞 | 脚色賞 |
| - 『刑事ジョン・ブック 目撃者』 – アール・W・ウォレス、ウィリアム・ケリー、パメラ・ウォレス - 『バック・トゥ・ザ・フューチャー』 – ロバート・ゼメキス、ボブ・ゲイル - 『未来世紀ブラジル』 – テリー・ギリアム、トム・ストッパード、チャールズ・マッケオン - 『オフィシャル・ストーリー』 – ルイス・プエンソ、アイーダ・ボルトニク - 『カイロの紫のバラ』 – ウディ・アレン | - 『愛と哀しみの果て』 – カート・リュードック - 『カラーパープル』 – メノ・メイエス - 『蜘蛛女のキス』 – レナード・シュレイダー - 『女と男の名誉』 – リチャード・コンドン、ジャネット・ローチ - 『バウンティフルへの旅』 – ホートン・フート |
| 外国語映画賞 | |
| - 『オフィシャル・ストーリー』 (アルゼンチン) - Angry Harvest (西ドイツ) - 『連隊長レドル』 (ハンガリー) - 『赤ちゃんに乾杯!』 (フランス) - 『パパは、出張中!』 (ユーゴスラヴィア) | |
| 長編ドキュメンタリー映画賞 | 短編ドキュメンタリー映画賞 |
| - Broken Rainbow – マリア・フロリア、ヴィクトリア・マッド - Las Madres: The Mothers of Plaza de Mayo – スサナ・ブラウステイン・ムニョス、ロールデス・ポルティージョ - Soldiers in Hiding – ジャフェット・アッシャー - The Statue of Liberty – ケン・バーンズ、バディ・スクワイアズ - 『公式命令9066/日本人強制収容所』 – スティーヴン・オカザキ | - Witness to War: Dr. Charlie Clements – デヴィッド・グッドマン - The Courage to Care – ロバート・H・ガードナー - Keats and His Nightingale: A Blind Date – マイケル・クロウリー、James Wolpaw - Making Overtures: The Story of a Community Orchestra' – バーバラ・ウィリス・スウィート - The Wizard of the Strings – アラン・エデルスティン |
| 短編実写映画賞 | 短編アニメ映画賞 |
| - Molly's Pilgrim – ジェフリー・D・ブラウン、Chris Pelzer - Graffiti – ディアナ・コステロ - Rainbow War – ボブ・ロジャース | - Anna & Bella – Cilia Van Dijk - The Big Snit – リチャード・コンディ、マイケル・J・F・スコット - Second Class Mail – アリソン・スノーデン |
| 作曲賞 | 歌曲賞 |
| - 『愛と哀しみの果て』 – ジョン・バリー - 『アグネス』 – ジョルジュ・ドルリュー - 『カラーパープル』 – クインシー・ジョーンズ、ジェレミー・ラボック、 ロッド・テンパートン、カイファス・セメーニア、アンドレ・クラウチ、 クリス・ボードマン、ホルヘ・カランドレッリ、ジョエル・ローゼンバウム、 フレッド・スタイナー、ジャック・ヘイズ、ジェリー・ヘイ、ランディ・カーバー - 『シルバラード』 – ブルース・ブロートン - 『刑事ジョン・ブック 目撃者』 – モーリス・ジャール | - ｢セイ・ユー、セイ・ミー｣（『ホワイトナイツ/白夜』） – ライオネル・リッチー (作詞・作曲) - "Miss Celie's Blues (Sister)"（『カラーパープル』） – クインシー・ジョーンズ (作詞・作曲)、ロッド・テンパートン (作詞・作曲)、ライオネル・リッチー (作詞) - "パワー・オブ・ラヴ"（『バック・トゥ・ザ・フューチャー』） – クリス・ヘイズ (作曲)、ジョニー・コーラ (作曲)、ヒューイ・ルイス (作詞) - "Separate Lives"（『ホワイトナイツ/白夜』） – スティーヴン・ビショップ (作詞・作曲) - "Surprise Surprise"（『コーラスライン』） – マーヴィン・ハムリッシュ (作曲)、エドワード・クレバン (作詞) |
| 録音賞 | 音響編集賞 |
| - 『愛と哀しみの果て』 – クリス・ジェンキンス、ゲイリー・アレクサンダー、ラリー・ステンスヴォルド、ピーター・ハートフォード - 『バック・トゥ・ザ・フューチャー』 – ビル・ヴァーニー、B. Tennyson Sebastian II、ロバート・サールウェル、ウィリアム・B・カプラン - 『コーラスライン』 – ドナルド・O・ミッチェル、マイケル・ミンクラー、ジェリー・ハンフリーズ、クリス・ニューマン - 『レディホーク』 – レス・フレッショルツ、ディック・アレクサンダー、バーン・プア、バド・アルパー - 『シルバラード』 – ドナルド・O・ミッチェル、リック・クライン、ケヴィン・オコネル、デイビット・M・レンネ | - 『バック・トゥ・ザ・フューチャー』 – チャールズ・L・キャンベル、ロバート・ラトリッジ - 『レディホーク』 – ロバート・ヘンダーソン、アラン・マーレイ - 『ランボー/怒りの脱出』 – フレデリック・J・ブラウン |
| 美術賞 | 撮影賞 |
| - 『愛と哀しみの果て』 – スティーヴン・グライムズ (美術)、ジョシー・マッカヴィン (装置) - 『未来世紀ブラジル』 – ノーマン・ガーウッド (美術)、マギー・グレイ (装置) - 『カラーパープル』 – J・マイケル・リヴァ (美術)、ロバート・W・ウェルチ (美術)、リンダ・デシーナ (装置) - 『乱』 – 村木与四郎 (美術)、村木忍 (美術) - 『刑事ジョン・ブック 目撃者』 – スタン・ジョリー (美術)、ジョン・アンダーソン (装置) | - 『愛と哀しみの果て』 – デヴィッド・ワトキン - 『カラーパープル』 – アレン・ダヴィオー - 『マーフィのロマンス』 – ウィリアム・A・フレイカー - 『乱』 – 斎藤孝雄、上田正治、中井朝一 - 『刑事ジョン・ブック 目撃者』 – ジョン・シール |
| メイクアップ賞 | 衣裳デザイン賞 |
| - 『マスク』 – マイケル・ウエストモア、ゾルターン・エレク - 『カラーパープル』 – ケン・チェイス - 『レモ/第1の挑戦』 – カール・フラートン | - 『乱』 – ワダ・エミ - 『カラーパープル』 – アギー・ゲラード・ロジャース - 『ナティ物語』 – アルバート・ウォルスキー - 『愛と哀しみの果て』 – ミレーナ・カノネロ - 『女と男の名誉』 – Donfeld |
| 編集賞 | 視覚効果賞 |
| - 『刑事ジョン・ブック 目撃者』 – トム・ノーブル - 『コーラスライン』 – ジョン・ブルーム - 『愛と哀しみの果て』 – フレドリック・スタインカンプ、ウィリアム・スタインカンプ、ペンブローク・ヘリング、シェルドン・カーン - 『女と男の名誉』 – ルーディ・ファー、カジ・ファー - 『暴走機関車』 – ヘンリー・リチャードソン | - 『コクーン』 – ケン・ローストン、ラルフ・マクォーリー、スコット・ファーラー、デヴィッド・バリー - 『オズ』 – ウィル・ヴィントン、イアン・ウィングローヴ、 ゾーラン・ペリシック、マイケル・ロイド - 『ヤング・シャーロック/ピラミッドの謎』 – デニス・ミューレン、キット・ウエスト、 ジョン・エリス、デヴィッド・アレン |

### アカデミー名誉賞
- ポール・ニューマン
- アレックス・ノース

### ジョン・A・ボナー メダル賞
- ジョン・H・ホイットニー,Sr.

### ジーン・ハーショルト友愛賞
- チャールズ・ロジャーズ

### プレゼンター
| プレゼンター               | 役                          |
| -------------------------- | --------------------------- |
| リチャード・ドレイファス   | 助演女優賞                  |
| マーシャ・メイソン         | 助演女優賞                  |
| モリー・リングウォルド     | 視覚効果賞                  |
| ジム・ヘンソン             | 短編アニメ映画賞            |
| カーミット                 | 短編アニメ映画賞            |
| Scooter                    | 短編アニメ映画賞            |
| オードリー・ヘプバーン     | 衣裳デザイン賞              |
| ルイス・ゴセット・ジュニア | 長編ドキュメンタリー映画賞  |
| アイリーン・キャラ         | 録音賞                      |
| テリー・ガー               | メイクアップ賞              |
| シェール                   | 助演男優賞                  |
| ボブ・ホープ               | ジーン・ハーショルト友愛賞  |
| アリー・シーディ           | 短編ドキュメンタリー映画賞  |
| スティーヴ・グッテンバーグ | 短編ドキュメンタリー映画賞  |
| レベッカ・デモーネイ       | 美術賞                      |
| マイケル・J・フォックス    | 美術賞                      |
| サリー・フィールド         | 名誉賞 (ポール・ニューマン) |
| マイケル・ウィンスロー     | 音響編集賞                  |
| クインシー・ジョーンズ     | 名誉賞 (アレックス・ノース) |
| Jim MacGeorge              | 短編実写映画賞              |
| チャック・マッキャン       | 短編実写映画賞              |
| F・マーリー・エイブラハム  | 主演女優賞                  |
| ジョン・クライヤー         | 撮影賞                      |
| ノルマ・アレアンドロ       | 外国語映画賞                |
| ジャック・ヴァレンテ       | 外国語映画賞                |
| ウーピー・ゴールドバーグ   | 編集賞                      |
| ジーン・ケリー             | 作曲賞 歌曲賞               |
| ドナルド・オコーナー       | 作曲賞 歌曲賞               |
| デビー・レイノルズ         | 作曲賞 歌曲賞               |
| ラリー・ゲルバート         | 脚本賞 脚色賞               |
| バーブラ・ストライサンド   | 監督賞                      |
| サリー・フィールド         | 主演男優賞                  |
| ジョン・ヒューストン       | 作品賞                      |
| 黒澤明                     | 作品賞                      |
| ビリー・ワイルダー         | 作品賞                      |

### パフォーマー
| 名前                          | 内容                                                 |
| ----------------------------- | ---------------------------------------------------- |
| テリー・ガー                  | "Flying Down to Rio"                                 |
| アイリーン・キャラ            | "Here's to the Losers"                               |
| グレッグ・バージ              | "Surprise, Surprise" (コーラスライン)                |
| Tata Vega                     | "Miss Celie's Blues (Sister)" (カラーパープル)       |
| スティーヴ・ビショップ        | "Separate Lives" (ホワイトナイツ/白夜)               |
| マリリン・マーティン          | "Separate Lives" (ホワイトナイツ/白夜)               |
| ヒューイ・ルイス&ザ・ニュース | "The Power of Love" (バック・トゥ・ザ・フューチャー) |
| ライオネル・リッチー          | ｢セイ・ユー・セイ・ミー｣ (ホワイトナイツ/白夜)       |
| ジューン・アリソン            | "Once a Star, Always a Star"                         |
| レスリー・キャロン            | "Once a Star, Always a Star"                         |
| マージ・チャンピオン          | "Once a Star, Always a Star"                         |
| シド・チャリシー              | "Once a Star, Always a Star"                         |
| キャスリン・グレイソン        | "Once a Star, Always a Star"                         |
| ハワード・キール              | "Once a Star, Always a Star"                         |
| アン・ミラー                  | "Once a Star, Always a Star"                         |
| ジェーン・パウエル            | "Once a Star, Always a Star"                         |
| デビー・レイノルズ            | "Once a Star, Always a Star"                         |
| エスター・ウィリアムズ        | "Once a Star, Always a Star"                         |
| バーブラ・ストライサンド      | "Putting It Together"                                |

### 統計
| 複数候補: - 11 候補: 『カラーパープル』、『愛と哀しみの果て』 - 8 候補: 『女と男の名誉』、『刑事ジョン・ブック 目撃者』 - 4 候補: 『バック・トゥ・ザ・フューチャー』、『蜘蛛女のキス』、『乱』 - 3 候補: 『アグネス』、『暴走機関車』、『コーラスライン』 - 2 候補: 『未来世紀ブラジル』、『コクーン』、『レディホーク』、『マーフィのロマンス』、『オフィシャル・ストーリー』、『シルバラード』、『バウンティフルへの旅』、『ホワイトナイツ/白夜』 | 複数受賞. - 7 受賞: 『愛と哀しみの果て』 - 2 受賞: 『コクーン』、『刑事ジョン・ブック 目撃者』 |